# Dikraneura knighti
Dikraneura knighti är en insektsart som beskrevs av Irena Dworakowska och Sohi 1978. Dikraneura knighti ingår i släktet Dikraneura och familjen dvärgstritar. Inga underarter finns listade i Catalogue of Life.